# Ariadna maxima
Ariadna maxima là một loài nhện trong họ Segestriidae.
Loài này thuộc chi Ariadna. Ariadna maxima được Hercule Nicolet miêu tả năm 1849.